# El noi i l'ocell
El noi i l'ocell (君たちはどう生きるか, Kimi-tachi wa Dō Ikiru ka, lit. 'Com viviu?') és una pel·lícula japonesa animada i fantàstica del 2023 escrita i dirigida per Hayao Miyazaki. Produïda per Studio Ghibli i inspirada en la novel·la del mateix nom (Com vius?) de Genzaburō Yoshino, tot i que apareix a la pel·lícula, té una història diferent i sense connexions. El repartiment està compost per Soma Santoki, Masaki Suda, Aimyon, Yoshino Kimura, Shōhei Hino, Ko Shibasaki, Takuya Kimura i altres. La història segueix en Mahito Maki, un nen que descobreix una torre abandonada al seu nou poble que porta a un món diferent. Ha estat doblada al català per a l'edició en DVD i Blu-ray a càrrec de la distribuïdora Vértigo Films, tot i que aquest doblatge es va estrenar primerament a la plataforma Movistar+.
Miyazaki va anunciar el seu retir el 2013, però al cap d'un temps va treballar en un curtmetratge anomenat Kemushi no Boro ('Boro, l'eruga'), que va ser llençat el 2018 i que només pot ser vist al Museu Ghibli i al Parc Ghibli. El guió il·lustrat d'El noi i l'ocell, va ser començat el 2016, però el projecte no va ser considerat oficial fins al 2017. Es van tardar set anys per fer tota la pel·lícula, ja que per entremig va haver-hi la COVID-19 i Miyazaki té un ritme d'animació pausat i calmat. Entre tot això, el projecte va ser acabat l'octubre del 2022. El finançament del projecte va obligar a fer acords de transmissió de pel·lícules anteriors de Ghibli, cosa que va fer que es retardés encara més l'estrena de la pel·lícula.
Segons Toshio Suzuki, El noi i l'ocell ha sigut la pel·lícula més cara que s'ha produït mai al Japó. També han explicat que el guió es basa molt en la infància de Miyazaki i explora temes com ara la majoria d'edat o l'enfrontament a un món marcat pel conflicte i la pèrdua.
La pel·lícula es va estrenar als cinemes del Japó el 4 de juliol del 2023, per Toho, i es va presentara en formats especials com l'IMAX. No se n'ha fet propaganda, ja que Ghibli va decidir no treure tràilers, imatges, sinopsis o detalls del càsting; només se'n va treure un pòster.
La pel·lícula ha sigut aclamada per tot el món i a febrer de 2024 ja havia recaptat més de 77 milions de dòlars.

## Trama

### El món real
La història comença el 1943, durant la guerra del Pacífic, quan la mare d'en Mahito Maki mor a causa d'un foc a l'hospital de Tòquio on estava ingressada. Un any després el seu pare (En Shoichi Maki, el director d'una fàbrica de material de guerra) i ell, se'n van a viure amb la nova parella del seu pare, la germana petita de la seva mare, la Natsuko, que està embarassada d'un fill d'en Shoichi.
Quan hi arriba, és rebut per un bernat pescaire i les minyones d'avançada edat de la Natsuko. En un moment del dia veu com el bernat pescaire es cola a dins d'una torre. Mogut per la curiositat, intenta entrar dins de la torre, però abans de poder entrar-hi arriben les minyones de la casa de la Natsuko per impedir-ho.
L'endemà, en Mahito va a l'escola del poble, però no rep una bona acollida. De tornada a casa és agredit per uns nens i quan la baralla acaba es fa una autolesió al cap amb una pedra. Aquella mateixa tarda va al llac a veure el bernat pescaire, perquè li sembla sospitós i, quan arriba al llac es troba el bernat pescaire que és mig persona, i que li diu que la seva mare és viva. En Mahito torna a casa i, la Natsuko li explica una estranya història sobre la torre: segons ella, el seu tiet avi va desaparèixer mentre es construïa i mai més el van tornar a veure.
El dia següent, en Mahito s'esforça per construir un arc i una fletxa per a matar el bernat pescaire, però mentre busca una ploma guia o alguna cosa per substituir-ho, troba les plomes de el bernat pescaire i les utilitza per fer la ploma guia.
Durant la seva recuperació descobreix un llibre, Com viviu?, amb apunts i notes de la seva mare i se'l llegeix. Mentre llegeix, veu com la Natsuko s'endinsa al bosc. De cop, sent les minyones de la Natsuko que diuen que ha desaparegut i que no hi és per enlloc. En Mahito, preocupat, va al bosc amb la Kiriko, una de les minyones, i arriben fins a la torre abandonada. Allà el misteriós bernat pescaire els diu que entrin dins de la casa. Quan hi entren, la porta es tanca automàticament i es veuen forçats a endinsar-s'hi. Tots dos avancen per un passadís fins que arriben a la sala principal de la torre, on els rep el bernat pescaire, que els mostra el seu mig aspecte de persona i al seu costat el que sembla ser la mare d'en Mahito. Quan en Mahito va a trobar-la, veu que no és res més que una figura aquosa feta per enganyar-lo i atreure'l. En Mahito, cec de ràbia, li dispara la fletxa i, el bernat pescaire l'esquiva, però, sorprès veu que la fletxa persegueix el seu objectiu fins que se li clava al bec. El bernat pescaire està a punt d'iniciar un combat, però en aquell moment apareix una figura misteriosa que li diu que pari i que sigui el seu guia fins que arribin fins a la Natsuko. En Mahito s'enfonsa a terra i arriba a un món paral·lel estrany.

### Dins la dimensió paral·lela
Quan entra al món paral·lel es troba ell sol a una illa, davant d'un vast mar, ple de vaixells de vela. S'endinsa a l'illa i arriba fins a un estrany cementiri on hi ha una porta amb una inscripció, ワレヲ學ブ者ハ死ス, que significa: «Aquells que cerquen la meva saviesa moriran». El cementiri està envoltat de pelicans, que es llancen contra ell i acaben obrint la porta del cementiri. Quan entren al cementiri, tots els pelicans proven de devorar-lo. De cop una dona que arriba a l'illa i que salva en Mahito dels pelicans tot espantant-los amb una estranya vareta que genera foc. La dona el rescata i el porta al seu vaixell.
Mentre en Mahito viatja amb la dona pel mar cacen un peix gegant. Naveguen fins a un vaixell abandonat gegant on els esperen les ombres i els Warawara perquè els alimentin amb el peix que han caçat, ja que ells són incapaços de caçar. Quan els han acabat d'alimentar se'n van a l'habitació, en Mahito s'estira sota una taula envoltat d'uns ninots que són iguals a les minyones d'edat avançada de la Natsuko. En veure la figura de la Kiriko, una de les minyones, descobreix que la dona que l'ha recollit és la Kiriko de jove.
Quan han acabat de sopar, surt fora a una cabina de la coberta a fer les seves necessitats, i veu com un Warawara s'eleva pels aires com un globus. La Kiriko li explica que els Warawara, quan s'eleven, s'acabaran transformant en ànimes humanes. En aquell moment apareix un estol de pelicans al cel que es comencen a menjar els Warawara, però, gràcies a la intervenció d'una fetillera coneguda com Himi, poden espantar i matar els pelicans. Aquella mateixa nit, en Mahito sent un soroll a la coberta i surt a investigar. Es troba a un pelicà moribund, ell li pregunta el perquè de menjar-se els Warawara i ell li explica que els han forçat a estar tancats a aquell món sense sortida i obligats a menjar-se els Warawara per a sobreviure, ja que el peix que hi ha al mar és massa gros per a caçar-lo. Quan ha acabat de explicar-li la trista història de la seva espècie apareix el bernat pescaire i en Mahito enterra el pelicà davant de la seva mirada.
L'endemà, en Mahito s'acomiada de la Kiriko amb el bernat pescaire, i ella li entrega un talismà. Tot seguit, s'endinsen cap a una selva.

### En Shoichi i les minyones al món real
Mentre en Mahito i la garsa se'n van la història ens transporta altra vegada al món real. Allà veiem en Shoichi, les minyones i els treballadors de la fàbrica del pare, buscant la Natsuko, en Mahito i la Kiriko. Les minyones li expliquen que en aquella casa passen coses molt estranyes. Li expliquen que la torre era un meteorit que havia caigut del cel, i que el tiet avi d'en Mahito, després de 20 anys, va descobrir-lo, i atret per aquest cos va decidir construir-hi una torre per guardar-lo. Mentre la construïa, van haver-hi molts accidents, ferits i morts i ell mateix va desaparèixer. Al cap d'un temps, va haver-hi una riuada i van haver de tancar l'accés a la torre, i que fins ara romania tancada. També li van explicar que la mare d'en Mahito, la Hisako, havia desaparegut durant un any, i que un dia va tornar amb bona salut i molt feliç, però sense cap record del que li havia passat. En pare d'en Mahito, intrigat, s'arma i es prepara per anar a la torre.

### La cerca de la Natsuko
Enmig de la selva el bernat pescaire es queixa que, per culpa d'en Mahito, que li va travessar el bec amb una fletxa, ja no pot volar, així que en Mahito li cura el bec. Després d'una estona arriben a una casa de pagès tipus europea, que és on viu el ferrer, protegida pels periquitos, una de les espècies introduïdes en aquest món que estan a dalt de la cadena tròfica. El bernat pescaire explica a en Mahito que els periquitos s'alimenten de tot, fins i tot d'humans. Li diu que potser la Natsuko és dins de la casa i per a comprovar-ho, el bernat pescaire farà d'esquer, perquè així, en Mahito, hi pugui entrar. El pla del bernat pescaire surt bé i poden allunyar els periquitos de la casa, però, quan en Mahito hi entra, la troba plena de periquitos, que, estranyament, el reben cordialment. Ell segueix el que sembla el cap, però en fer-ho s'adona del seu error, ja que el porta directament a una taula enmig d'una sala i, la taula està envoltada de periquitos famolencs. En Mahito intenta fugir, però no n'és capaç. De cop, a sobre de la taula s'origina un estrany foc que comença a cremar els periquitos, cosa que els fa espantar, així que fugen i deixen en Mahito sol, però ell descobreix que la persona que l'ha creat és la Himi, la fetillera, i en el moment que li dona la mà, se l'endú via foc. A base de foc arriben fins a la casa de la Himi, on ell li diu que l'ajudarà a trobar la Natsuko. La Himi li ensenya un conducte pel qual pot passar. Hi passen, però uns periquitos els veuen i els comencen a seguir pel túnel. En un moment dins del túnel la Himi li diu que s'aturi, i obre una porteta del costat esquerre del túnel que els porta a un passadís, el passadís és ple de portes que duen a diferents dimensions i mons paral·lels. La Himi compta fins a una porta, la 132, i si entra per aquella porta torna al món originari d'en Mahito. En Mahito diu a la Himi que no hi entrarà sense la Natsuko, així que tanquen la porta, però en el moment que la tanquen comencen a veure com s'acosten periquitos pels dos costats del passadís. Per salvar-se, tant la Himi com en Mahito obren la porta i entren al món real, just al moment en què arriba el pare d'en Mahito, en Shoichi, però ells no poden deixar anar el mànec de la porta perquè si el deixen no podran tornar a entrar al món paral·lel i no podran salvar la Natsuko. Així que en el moment en què el pare ve corrent per anar a buscar en Mahito, tots dos obren la porta i els periquitos surten, transformant-se de nou en periquitos de mida i intel·ligència normals. En Shoichi creu que en Mahito s'ha transformat en periquito, però en realitat, mentre els periquitos sortien, tant la Himi com en Mahito han entrat a l'interior del món una altra vegada. Quan tornen a entrar baixen per un passadís de roca de meteorit, fins a arribar a la sala de parts, on es troba la Natsuko a punt de parir.
En Mahito intenta convèncer a Natsuko que torni amb ell al món de veritat, però la Natsuko diu que no i per la força de rebuig de la roca de meteorit, fa que caiguin inconscients. En aquell moment, la Himi, pronuncia un encanteri per deixar en Mahito i la Natsuko amb vida, i a conseqüència de la força de l'encanteri, la Himi, cau també desmaiada, i els periquitos els capturen.

### Trobada amb el tiet avi[nota 1]
Mentre en Mahito roman inconscient, accedeix al palau celestial del seu tiet avi, on el coneix i descobreix que aquest món s'equilibra gràcies a uns blocs de construcció que el mateix tiet avi governa. Després d'aquesta trobada, es desperta emmanillat en una garjola, preparat per ser cuinat pels periquitos. Però de cop apareix el bernat pescaire i el salva, ajudant-lo a escapar. Quan surt s'assabenta que la Himi, ha estat capturada pel Rei Periquito i els seus seqüaços, i que serà utilitzada per negociar amb el tiet avi la possessió de tot el món. Per accedir al palau celestial on resideix el seu tiet avi, han de passar per una torre molt alta. El bernat pescaire i en Mahito, hi entren per una finestra que és a l'exterior de la façana, però el Rei Periquito els veu i talla les escales de fusta de la torre perquè caiguin al buit i així no el puguin aturar.

## Doblatge
| Personatge      | Actor de doblatge | Actor de doblatge |
| Personatge      | Japonès           | Català            |
| --------------- | ----------------- | ----------------- |
| Mahito Maki     | Soma Santoki      | Iván Priego       |
| Bernat pescaire | Masaki Suda       | Pau López         |
| Himi            | Aimyon            | Laia Vidal        |
| Natsuko         | Yoshino Kimura    | Irene Miras       |
| Shoichi Maki    | Takuya Kimura     | Jordi Domènech    |
| Tiet avi        | Shōhei Hino       | Domènec Farell    |
| Kiriko          | Ko Shibasaki      | Elisabet Bargalló |
| Pelicà noble    | Kaoru Kobayashi   | Quim Roca         |
| Rei periquito   | Jun Kunimura      | Ramon Canals      |
| Izumi           | Keiko Takeshita   | Roser Aldabó      |
| Utako           | Jun Fubuki        | Lourdes López     |
| Eriko           | Sawako Agawa      | Núria Llop        |
| Hisako          | Nami Uehara       | Anna Mestre       |

## Música
La banda sonora de la pel·lícula va ser composta pel col·laborador de llarg recorregut de Miyazaki, Joe Hisaishi. La banda sonora, que consta de 37 cançons, es va llançar al Japó el 9 d’agost de 2023 per Tokuma Japan Communications. Kenshi Yonezu es va encarregar de la cançó principal, titulada "Chikyūgi" (地球儀, literalment "Globus") al Japó i "Spinning Globe" internacionalment. La primera visita de Yonezu a l’estudi Ghibli el 2018 va portar a la seva col·laboració amb Miyazaki, motivada per la seva composició de "Paprika" per als Jocs Olímpics d’Estiu de 2020. Suzuki va presenciar Miyazaki cantant la cançó amb infants a la guarderia de Ghibli, i el director va aprovar la composició després d’escoltar-ne una gravació de prova. A Yonezu, se li van mostrar els guions il·lustrats i es va proveir de detalls del projecte, embarcant-se en un procés creatiu de cinc anys amb Miyazaki i Suzuki, que va culminar amb la finalització de la composició musical.

## Curiositats
Quan entren a la Torre, guiats per el bernat pescaire, entren per una porta on diu «Fecemi la divina potestate», que és una de les inscripcions de la porta de l'infern de la Divina comèdia de Dante Alighieri. Significa "He estat fet pel poder diví".
La imatge inicial al entrar al món paral·lel i arribar a la tomba o cementiri, s'assembla a l'obra del 1880 "Illa dels morts", d'Arnold Böcklin, però amb una representació més extensa i iconogràfica.

## Premis
| Premi                                                                                  | Categoria                                            | Resultat  |
| -------------------------------------------------------------------------------------- | ---------------------------------------------------- | --------- |
| Premis Òscar 2023                                                                      | Millor pel·lícula d'animació                         | Guanyador |
| Globus d'or 2023                                                                       | Millor pel·lícula d'animació                         | Guanyador |
| Globus d'or 2023                                                                       | Millor banda sonora                                  | Nominat   |
| Premi de l'associació de crítics de Chicago 2023                                       | Millor pel·lícula d'animació                         | Guanyador |
| Premi de l'associació de crítics de Chicago 2023                                       | Millor pel·lícula estrangera                         | Nominat   |
| New York Film Critics Circle Awards 2023                                               | Millor pel·lícula d'animació                         | Guanyador |
| Premi de l'associació de crítics de cinema de Los Angeles 2023                         | Millor pel·lícula d'animació                         | Guanyador |
| Premi de l'associació de crítics de cinema de Dallas-Fort Worth 2023                   | Millor pel·lícula d'animació                         | Guanyador |
| Premi de l'associació de crítics de cinema de Florida 2023                             | Millor pel·lícula d'animació                         | Guanyador |
| Premi de l'associació de crítics de cinema de l'àrea de la badia de San Francisco 2023 | Millor pel·lícula d'animació                         | Guanyador |
| Premi Ōfuji Noburo 2023                                                                | Millor pel·lícula d'animació                         | Guanyador |
| Premi BAFTA 2024                                                                       | Millor pel·lícula d'animació                         | Guanyador |
| Festival Internacional de Cinema de Sant Sebastià 2023                                 | Sel·lecció oficial                                   | Nominat   |
| Festival Internacional de Cinema de Toronto 2023                                       | Elecció del públic                                   | Nominat   |
| LVI Festival Internacional de Cinema Fantàstic de Catalunya                            | Secció oficial                                       | Nominat   |
| 28è Premis Satellite                                                                   | Millor pel·lícula d'animació o tècnica mixta         | Guanyador |
| Premis PGA 2024                                                                        | Productor destacat de pel·lícules d'animació teatral | Nominat   |
| Premis Nacional Board of Review 2023                                                   | Les 10 millor pel·lícules                            | Nominat   |
| 29è Premis Critic's Choice                                                             | Millor pel·lícula d'animació                         | Nominat   |
| Associació de crítics de cinema de Boston 2023                                         | Millor pel·lícula d'animació                         | Guanyador |
| 47è Premis de l'acadèmia japonesa                                                      | Millor pel·lícula d'animació                         | Guanyador |
| 51è Premis Annie                                                                       | Millor storyboard                                    | Guanyador |
| 51è Premis Annie                                                                       | Millor animació de personatges                       | Guanyador |
| 51è Premis Annie                                                                       | Millor pel·lícula                                    | Nominat   |
| 51è Premis Annie                                                                       | Millor director                                      | Nominat   |
| 51è Premis Annie                                                                       | Millor guió                                          | Nominat   |
| 51è Premis Annie                                                                       | Millor disseny de producció                          | Nominat   |
| 51è Premis Annie                                                                       | Millor música                                        | Nominat   |